# Casa de las Letras
La Casa de las Letras o Letterenhuis es el museo y el archivo de la literatura de lengua neerlandesa de Flandes en Bélgica.
Es el archivo literario más importante de la región. Contiene una colección de manuscritos, cartas, documentos, retratos y fotos de escritores flamencos. Además de fondos de escritores, también conserva archivos de revistas literarias y de editoriales. Los documentos más antiguos datan del año 1780.
El museo se remonta a 1899 cuando el ayuntamiento de Amberes adquirió el archivo de Hendrik Conscience, con el propósito de crear un museo dedicado al escritor que «enseñó al pueblo flamenco a leer». En 1933, la colección pasó al Museo de la literatura flamenca, que empezaba a conservar archivos de otros autores de Flandes. En 1944, el museo fue dañado durante los bombardeos alemanes con V2, pero por suerte, la mayor parte del fondo fue transferido a lugares más seguros al inicio de la Segunda Guerra Mundial. Después de la guerra, el museo tomó el nombre de Archivo y museo de la vida cultural flamenca, que en 2004 cambió el nombre Casa de las Letras o Letterenhuis.
Salvo de la colección permanente, una sala de lectura en la que se pueden consultar los archivos, organiza exposiciones temáticas temporales. Hasta hace poco, el museo tenía una reputación polvorienta, la nueva dirección la modernizó y volvió a ganar la confianza del mundo literario flamenco.

## Fondos importantes
Muestra de ejemplos:
- Hendrik Conscience
- Cyriel Buysse
- Guido Gezelle
- Karel Van de Woestijne
- Paul Van Ostaijen
- Stijn Streuvels
- Willem Elsschot
- Louis Paul Boon
- Hugo Claus
- Yvo Michiels
- Tom Lanoye